# Кейбелл, Джеймс Брэнч
Джеймс Брэнч Ке́йбелл (англ. James Branch Cabell; 14 апреля 1879 года — 5 мая 1958 года) — американский писатель, один из родоначальников жанра фэнтези; наиболее известен как автор цикла произведений «Биография жизни Мануэля» (в русском переводе — «Сказание о Мануэле»).

## Биография
Кейбелл родился в богатой виргинской семье, и большую часть жизни провёл в Ричмонде. С 1894 по 1898 учился в колледже Вильгельма и Марии.

## Работы

### Юрген
Предмет восьмой и наиболее известной книги Дж. Кейбелла, «Юрген, Комедия справедливости» (1919) составляет путешествие Юргена, который называл себя «чудовищно умным малым», сквозь фантастические миры, в том числе Ад и Рай.